# Il cineocchio
Il cineocchio (in russo Киноглаз?, Kinoglaz) è un film documentario del 1924 diretto da Dziga Vertov.

## Trama
Raccolta di brevi episodi sulla vita in Unione Sovietica, unite nella serie La vita di sorpresa. Viene dato molto spazio ai bambini e ai Pionieri, un'organizzazione giovanile sovietica. Vengono inoltre mostrate le cooperative dell'epoca, un elefante, la lotta alla tubercolosi, il servizio di pronto soccorso, un manicomio e una lezione di fisica per gli operai. È stato girato a Mosca e dintorni.